# Qingshanlong Shuiku
Qingshanlong Shuiku (kinesiska: 青山垅水库) är en reservoar i Kina. Den ligger i provinsen Hunan, i den södra delen av landet, omkring 220 kilometer söder om provinshuvudstaden Changsha. Qingshanlong Shuiku ligger 316 meter över havet. I omgivningarna runt Qingshanlong Shuiku växer i huvudsak blandskog.
Genomsnittlig årsnederbörd är 1 800 millimeter. Den regnigaste månaden är augusti, med i genomsnitt 276 mm nederbörd, och den torraste är oktober, med 25 mm nederbörd.